# Ano Doliana
Ano Doliana (Ano pomeni "zgornja", grško Άνω Δολιανά) ali preprosto Doliana, je kamnito gorska vas v občini Severna Kynouria, v vzhodni Arkadiji, Grčija. Od leta 2011 je imela 90 prebivalcev. Je zaščiteno tradicionalno naselje.

## Geografija
Naselje se nahaja na južnem obrobju Tripolske nižine. Razprostira se na nadmorski višini od 950 do 1.050 metrov, zgrajena amfiteatralno na severnih pobočjih gore Parnon, obdana z potoki in majhnimi slapovi. Vas se razprostira v dveh soseskah in gleda na planoto Tripolija, vidna obzorja pa segajo v gore Mainala, Artemisio, Helmos in Erymanthos.

## Dejavnosti
E4 evropska pot na dolge razdalje prečka desno skozi Doliano, zaradi česar je idealen kraj za pohodništvo.